# Mini-DIN
Os conectores mini-DIN são uma família de conectores elétricos de multiplos pinos, que são usados em muitas aplicações. O conector mini-DIN é similar ao grande e velho conector DIN. Ambos são padrões do Deutsches Institut für Normung, o instituto de padrões da Alemanha.

## Conectores padrão mini-DIN
Os conectores mini-DIN têm 9,5 mm de diâmetro, e seguem sete padrões de pinagem (de 3 a 9 pinos). Cada "tipo" tem ressaltos ou re-entrâncias de maneira que um conector de um tipo não possa se encaixar em outro tipo. Contudo alguns plugues e soquetes fora do padrão podem se encaixar com tipos padrão. Como exemplo, a GeoPort da Apple tinha um soquete Mini-DIN de 8 pinos com um pino adicional e assim podia receber tanto os plugues GeoPort de 9 pinos como os conectores seriais Macintosh de 8 pinos.

## Aplicações

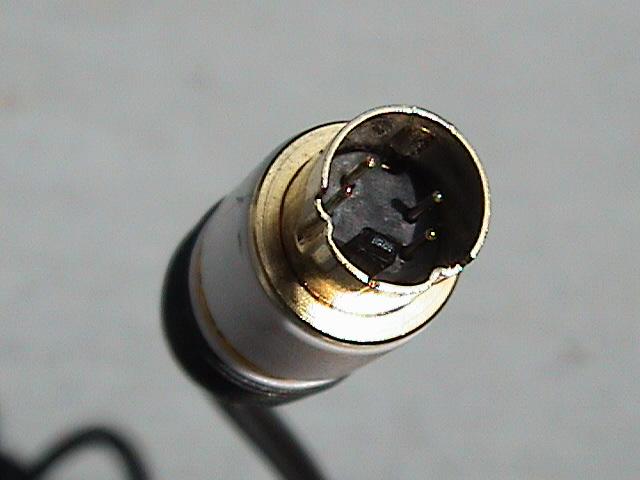
4 pin mini-DIN for S-Video

Conectores Mini-DIN são encontrados em muitas aplicações diferentes, mais comumente para sinais de áudio e vídeo, dados de computadores e alimentação CC de baixa potência.
- Apple LocalTalk Network (Mini-DIN 3)
- VESA Stereoscopic shutter sync (Mini-DIN 3)
- Apple Desktop Bus (Mini-DIN 4)
- S-Video (Mini-DIN 4)
- PS/2 keyboard/mouse connector (Mini-DIN 6)
- Amateur radio TNC modem-radio interface (Mini-DIN 6)
- Macintosh Serial Port (Mini-DIN 8)
- Apple GeoPort (modified Mini-DIN 8 with an additional pin)
- DC connector
- VIVO port (Mini-DIN 8)
- Sega Mega Drive II (Mini-DIN 9)
- Sega Saturn (Mini-DIN 10, non-standard)
- Commodore Plus/4 (Mini-DIN 7)
- Acorn Archimedes (Mini-DIN 9 for mouse, Mini-DIN 6 for keyboard)
- Alpine iPod Interface (D-shaped Mini-Din 10, non-standard)
- JVC Mini-Din 8 (non-standard)
- All-in-Wonder 9700 PRO (Mini-Din 10)
- NEC Turbo Duo Controller Port (Mini-DIN 8)
- Logitech Z-340 Speakers (Mini-DIN 9)
- Allen-Bradley Micrologix PLCs (Mini-DIN 8, non-standard)
- >Beyerdynamic microphone (non-standard)
- Creative Labs Inspire Wired remote control (Mini-DIN 9, non-standard)